# Critérium du Dauphiné 2025
Das Critérium du Dauphiné 2025 war die 77. Austragung des französischen Etappenrennens. Das Radrennen fand vom 8. bis 15. Juni in acht Etappen statt und ist Teil der UCI WorldTour 2025. Die Rundfahrt überschnitt sich mit der Tour de Suisse 2025, die ebenfalls als wichtiges Vorbereitungsrennen für die Tour de France gilt.
In der Gesamtwertung setzte sich der Slowene Tadej Pogačar (UAE Team Emirates-XRG) mit einem Vorsprung von 59 Sekunden vor Jonas Vingegaard (Team Visma-Lease a Bike) durch. Florian Lipowitz (Red Bull-Bora-hansgrohe) wurde als bester Nachwuchsfahrer mit einem Rückstand von zwei Minuten und 38 Sekunden Gesamtdritter. Tadej Pogačar setzte sich in der Punktewertung durch, während Bruno Armirail (Decathlon AG2R La Mondiale Team) die Bergwertung für sich entschied. Die Mannschaftswertung gewann das Team Visma-Lease a Bike.

## Streckenführung
Insgesamt mussten die Fahrer auf den acht Etappen 1201,9 Kilometer zurücklegen. Es standen vier hüglige Etappen, drei Bergankünfte und ein flaches Einzelzeitfahren auf dem Programm. Die Rundfahrt wurde im Département Allier mit einem hügligen Rundkurs um Montluçon gestartet. Die zweite Etappe führte auf großteils flachen Straßen ins südliche Issoire, ehe es tags drauf von Brioude über die Monts du Forez und den Mont Pilat nach Charantonnay ging. Am vierten Etappentag wurde in den Ausläufern des Zentralmassivs in der Nähe der Rhone ein 17,7 Kilometer langes Einzelzeitfahren zwischen Charmes-sur-Rhône und Saint-Péray ausgetragen. Nach einem hügeligen Abschnitt im Beaujolais erreichten die Fahrer auf der 6. Etappe die Alpen, wo drei Bergankünfte stattfanden. Die erste wurde in Combloux abgehalten, ehe die 7. Etappe über den Col de la Madeleine und Col de la Croix de Fer nach Valmeinier führte. Die abschließende 8. Etappe endete auf dem Plateau du Mont-Cenis, das mit einer Höhe von 2097 Metern den höchsten Punkt der Rundfahrt darstellte. Die Ziellinie befand sich dabei nach einem kurzen Flachstück unweit des Col du Mont Cenis.
| Etappe         | Datum             | Strecke                              | Typ                 | km     |
| -------------- | ----------------- | ------------------------------------ | ------------------- | ------ |
| 1              | So, 8. Juni 2025  | Domérat – Montluçon                  | Mittelgebirgsetappe | 189,2  |
| 2              | Mo, 9. Juni 2025  | Prémilhat – Issoire                  | Mittelgebirgsetappe | 204,6  |
| 3              | Di, 10. Juni 2025 | Brioude – Charantonnay               | Mittelgebirgsetappe | 202,8  |
| 4              | Mi, 11. Juni 2025 | Charmes-sur-Rhône – Saint-Péray      | Einzelzeitfahren    | 17,7   |
| 5              | Do, 12. Juni 2025 | Saint-Priest – Mâcon                 | Mittelgebirgsetappe | 182,6  |
| 6              | Fr, 13. Juni 2025 | Valserhône – Combloux                | Hochgebirgsetappe   | 139,1  |
| 7              | Sa, 14. Juni 2025 | Grand-Algueblanche – Valmeinier 1800 | Hochgebirgsetappe   | 132,1  |
| 8              | So, 15. Juni 2025 | Val-d'Arc – Plateau du Mont-Cenis    | Hochgebirgsetappe   | 133,8  |
| Gesamtdistanz: | Gesamtdistanz:    | Gesamtdistanz:                       | Gesamtdistanz:      | 1201,9 |

## Reglement
Im Rahmen der 77. Auflage wurden Trikots für die Gesamtwertung (gelb), Punktewertung (grün), Bergwertung (blau mit weißen Punkten) und Nachwuchswertung (weiß) vergeben. Für die Teamwertung wurden die Zeiten der drei besten Fahrer pro Etappe zusammengezählt. Während den Etappen gab es die Möglichkeit Zeitbonifikationen zu gewinnen, um sich in der Gesamtwertung zu verbessern. Die genaue Vergabe der Punkte für die Punkte- und Bergwertung der vergangenen Austragung wird in der folgenden Tabelle erklärt:
|               |                     | 1. | 2. | 3. | 4. | 5. | 6. | 7. | 8. | 9. | 10. | Platz    |
| Punktewertung | Zielankunft         | 25 | 22 | 20 | 18 | 16 | 14 | 12 | 10 | 8  | 6   | Punkte   |
| Punktewertung | Zwischensprint      | 10 | 6  | 4  |    |    |    |    |    |    |     | Punkte   |
| Bergwertung   | Hors Catégorie (HC) | 15 | 12 | 10 | 8  | 6  | 5  | 4  | 3  | 2  | 1   | Punkte   |
| Bergwertung   | 1. Kategorie        | 10 | 8  | 6  | 4  | 2  | 1  |    |    |    |     | Punkte   |
| Bergwertung   | 2. Kategorie        | 5  | 3  | 2  | 1  |    |    |    |    |    |     | Punkte   |
| Bergwertung   | 3. Kategorie        | 2  | 1  |    |    |    |    |    |    |    |     | Punkte   |
| Bergwertung   | 4. Kategorie        | 1  |    |    |    |    |    |    |    |    |     | Punkte   |
| Bonussekunden | Zielankunft         | 10 | 6  | 4  |    |    |    |    |    |    |     | Sekunden |
| Bonussekunden | Zwischensprint      | 3  | 2  | 1  |    |    |    |    |    |    |     | Sekunden |

## Teilnehmende Mannschaften und Fahrer
Neben den 18 UCI WorldTeams gingen auch vier UCI ProTeams bei der Rundfahrt an den Start. Für jede Mannschaft waren sieben Fahrer startberechtigt.
Mit Tadej Pogačar (UAE Team Emirates-XRG), Jonas Vingegaard (Team Visma-Lease a Bike) und Remco Evenepoel (Soudal Quick-Step), absolvierten die drei Favoriten auf den Tour-de-France-Sieg die 77. Austragung der Dauphiné. Weitere bekannte Gesamtklassement-Fahrer waren: Enric Mas (Movistar Team), Carlos Rodríguez (Ineos Grenadiers), Matteo Jorgenson, Sepp Kuss (beide Team Visma-Lease a Bike), Florian Lipowitz (Red Bull-Bora-hansgrohe), Lenny Martinez, Santiago Buitrago (beide Bahrain Victorious), Guillaume Martin (Groupama-FDJ), Max Poole (Team Picnic PostNL), Eddie Dunbar (Team Jayco AlUla), Harold Tejada, Sergio Higuita (beide XDS Astana Team), Emanuel Buchmann (Cofidis), Louis Meintjes (Intermarché-Wanty) und Tobias Halland Johannessen (Uno-X Mobility).
Von den Sprintern standen Jonathan Milan (Lidl-Trek), Pascal Ackermann (Israel-Premier Tech), Søren Wærenskjold (Uno-X Mobility), Emilien Jeannière (TotalEnergies) und Paul Penhoët (Groupama-FDJ) am Start. Hinzukamen zahlreiche weitere endschnelle Fahrer wie Mathieu van der Poel (Alpecin-Deceuninck), Magnus Cort Nielsen (EF Education-EasyPost), Laurence Pithie (Red Bull-Bora-hansgrohe) und Matteo Trentin (Tudor Pro Cycling Team), die auch auf hügligem Terrain zu den Siegesanwärtern zählten.
Weitere interessante Fahrer waren Ben Healy (EF Education-EasyPost), Maxim Van Gils (Red Bull-Bora-hansgrohe) und Romain Bardet (Team Picnic PostNL), der seine Karriere nach der Rundfahrt beendete.
| UCI WorldTeams | UCI WorldTeams                  | UCI WorldTeams | UCI WorldTeams          | UCI WorldTeams | UCI WorldTeams          | UCI ProTeams | UCI ProTeams           |
| -------------- | ------------------------------- | -------------- | ----------------------- | -------------- | ----------------------- | ------------ | ---------------------- |
| ADC            | Alpecin-Deceuninck              | IGD            | Ineos Grenadiers        | DFP            | Team Picnic PostNL      | IPT          | Israel-Premier Tech    |
| ARK            | Arkéa-B&B Hotels                | GFC            | Intermarché-Wanty       | TVL            | Team Visma-Lease a Bike | TEN          | Team TotalEnergies     |
| TBV            | Bahrain Victorious              | LTK            | Lidl-Trek               | UAD            | UAE Team Emirates-XRG   | TUD          | Tudor Pro Cycling Team |
| COF            | Cofidis                         | MOV            | Movistar Team           | XAT            | XDS Astana Team         | UXM          | Uno-X Mobility         |
| DAT            | Decathlon AG2R La Mondiale Team | RBH            | Red Bull-Bora-hansgrohe |                |                         |              |                        |
| EFE            | EF Education-EasyPost           | SOQ            | Soudal Quick-Step       |                |                         |              |                        |
| GFC            | Groupama-FDJ                    | JAY            | Team Jayco AlUla        |                |                         |              |                        |

## Rennverlauf und Ergebnisse
Auf der 1. Etappe setzten sich Jonas Vingegaard (Visma-Lease a Bike), Tadej Pogačar (UAE Team Emirates-XRG), Remco Evenepoel (Soudal Quick-Step), Mathieu van der Poel (Alpecin-Deceuninck) und Santiago Buitrago (Bahrain Victorious) auf den letzten fünf Kilometern vom Hauptfeld ab, wobei der erstgenannte Däne die Attacke lancierte. Das Quintett rettete sich mit einem kleinen Vorsprung ins Ziel, wobei Mathieu van der Poel als endschnellster Fahrer den Sprint früh von der ersten Position eröffnete. Schlussendlich musste er sich jedoch Tadej Pogačar und Jonas Vingegaard geschlagen geben, die sich auf den letzten Metern an ihm vorbeischoben. Remco Evenepoel holte als Vierter keine Zeitbonifikationen. Tadej Pogačar schlüpfte als erster Fahrer in das Gelbe Trikot und lag nun vier Sekunden vor Jonas Vingegaard.
Die 2. Etappe endete in einem Massensprint, den Jonathan Milan (Lidl-Trek) vor Fred Wright (Bahrain Victorious) und Mathieu van der Poel gewann. Der Italiener übernahm zugleich aufgrund der Zeitgutschrift das Gelbe Trikot von Tadej Pogačar. Ansonsten brachte der zweite Abschnitt keine nennenswerten Veränderungen in der Gesamtwertung.
Auf der 3. Etappe setzte sich eine Ausreißergruppe durch, in der mit Mathieu van der Poel, Florian Lipowitz (Red Bull-Bora-hansgrohe), Eddie Dunbar (Jayco AlUla) und Harold Tejada (XDS Astana) mehrere namhafte Fahrer vertreten waren. Der Etappensieg ging jedoch an den Spanier Iván Romeo (Movistar Team), der sich rund sechs Kilometer vor dem Ziel als Solist von seinen Fluchtgefährten absetzen konnte. Der 21-jährige gewann die Etappe mit einem Vorsprung von 14 Sekunden vor Harold Tejada und Louis Barré (Intermarché-Wanty) und übernahm zugleich die Führung in der Gesamtwertung. Das Hauptfeld erreichte das Ziel mit einem Rückstand von einer Minute und acht Sekunden.
Das Einzelzeitfahren der 4. Etappe gewann der Belgier Remco Evenepoel, womit er zugleich die Gesamtführung übernahm. Der Belgier setzte sich mit einem Vorsprung von 21 Sekunden vor Jonas Vingegaard und 38 Sekunden vor dessen Teamkollegen Matteo Jorgenson (Visma-Lease a Bike) durch. Tadej Pogačar verlor als Vierter 49 Sekunden auf den Etappensieger. Als einziger weiterer Fahrer blieb Florian Lipowitz mit einem Rückstand von 57 Sekunden unterhalb der 1-Minuten-Marke. Die meisten weiteren Gesamtklassement-Fahrer wiesen Rückstände von ein bis zwei Minuten auf, wobei Enric Mas (Movistar) zwei Minuten und zwei Sekunden verlor. Zu den Verlierern des Tages zählten Guillaume Martin (Groupama-FDJ), Sergio Higuita (XDS Astana) und Max Poole (Picnic PostNL) die rund drei Minuten verloren. In der Gesamtwertung lag Remco Evenepoel nun vier Sekunden vor Florian Lipowitz und neun Sekunden vor Iván Romeo. Jonas Vingegaard lag als Fünfter 16 Sekunden zurück, während Tadej Pogačar auf dem achten Gesamtrang einen Rückstand von 38 Sekunden aufwies.
Die 5. Etappe endete in einem Massensprint, den Jake Stewart (Israel-Premier Tech) vor Axel Laurance (Ineos Grenadiers) und Søren Wærenskjold (Uno-X Mobility) gewann. Remco Evenepoel verteidigte seine Gesamtführung trotz eines Sturzes auf den letzten Metern, während Harold Tejada die Rundfahrt aufgeben musste.
Die erste Bergankunft der 6. Etappe gewann der Weltmeister Tadej Pogačar, nachdem er sich rund sieben Kilometer vor dem Ziel in der Côte de Domancy von Jonas Vingegaard absetzte. Der Slowene überquerte den Zielstrich schlussendlich mit einem Vorsprung von einer Minute und einer Sekunde und übernahm zugleich die Gesamtführung. Hinter Jonas Vingegaard belegte Florian Lipowitz mit einem Rückstand von einer Minute und 22 Sekunden den dritten Etappenrang. Dahinter folgte Matteo Jorgensen mit einem Rückstand von eineinhalb Minuten. Remco Evenepoel büßte eine Minute und 50 Sekunden ein. In der Gesamtwertung lag Tadej Pogačar nun 43 Sekunden vor Jonas Vingegaard und 54 Sekunden vor Florian Lipowitz. Remco Evenepoel lag als Gesamtvierter bereits eine Minute und 22 Sekunden zurück.
Tags drauf gewann Tadej Pogačar auch die 7. Etappe, die mit einer Bergankunft in Valmeinier zu Ende ging. Der Slowene löste sich rund 12 Kilometer vor dem Ziel im Schlussanstieg und gewann mit einem Vorsprung von 14 Sekunden vor Jonas Vingegaard. Mit einem Rückstand von einer Minute und 21 Sekunden wurde Florian Lipowitz Dritter, ehe Tobias Halland Johannessen (Uno-X Mobility) und Remco Evenepoel mit Abständen um die zweieinhalb Minuten auf den weiteren Plätzen folgten. Mit seinem dritten Etappensieg baute Tadej Pogačar seine Führung in der Gesamtwertung auf eine Minute und eine Sekunden gegenüber Jonas Vingegaard aus. Florian Lipowitz verblieb auf dem dritten Gesamtrang und lag bereits zwei Minuten und 21 Sekunden zurück. Als Gesamtfünfter wies Remco Evenepoel einen Rückstand von vier Minuten und elf Sekunden auf.
Die abschließende 8. Etappe am Mont Cenis gewann der Franzose Lenny Martinez (Bahrain Victorious), der sich im Schlussanstieg von der Favoritengruppe absetzte und das Ziel als Solist mit einem Vorsprung von 34 Sekunden erreichte. Dahinter folgten Jonas Vingegaard und Tadej Pogačar, womit der Slowene seinen Gesamtsieg fixierte. Wenige Sekunden dahinter überquerten Matteo Jorgenson und Remco Evenepoel den Zielstrich, wobei Florian Lipowitz als Tagessiebter seinen Podiumsplatz verteidigte.

### Etappe 1: Domérat – Montluçon (189,2 km)
Die erste Etappe startete in Domérat und führte über zwei hüglige Rundkurse nach Montluçon. Zunächst führte eine große, flache Schleife über La Chapelaude, Vallon-en-Sully, Meaulne-Vitray und Hérisson nach Chamblet, ehe die erste Bergwertung der 4. Kategorie auf der Côte de Sainte-Thérence (429 m) nach 107,5 Kilometern abgenommen wurde. Kurz darauf wurde die Côte d’Argenty (372 m) bei Kilometer 114 überquert. Nach 119,5 Kilometern erreichten die Fahrer den finalen Rundkurs, der 29,6 Kilometer lang war und nach der ersten Zieldurchfahrt dreimal absolviert werden musste. Dieser beinhaltete mit der Côte de Domérat (332 m) und Côte de Buffon (267 m) zwei Anstiege der 4. Kategorie, die im Finale drei bzw. vier Mal absolviert werden mussten. Die Côte de Domérat lag zwischen Domérat und Quinssaines, ehe es über Prémilhat zur Côte de Buffon ging, die sich auf der Rue Buffon befand. Letztere stieg für 600 Meter mit 8,6 % an und wurde das letzte Mal 4,5 Kilometer vor dem Ziel überquert. Der Zielstrich befand sich auf der Avenue Jean Nègre. Bei der ersten Zieldurchfahrt wurde nach 130 Kilometern der einzige Zwischensprint ausgefahren.
| Platz | Fahrer               | Nation | Team                            | Zeit                   |
| ----- | -------------------- | ------ | ------------------------------- | ---------------------- |
| 01.   | Tadej Pogačar        | SLO    | UAE Team Emirates-XRG           | 4:40:12 h (41,92 km/h) |
| 02.   | Jonas Vingegaard     | DEN    | Team Visma-Lease a Bike         | "                      |
| 03.   | Mathieu van der Poel | NED    | Alpecin-Deceuninck              | "                      |
| 04.   | Remco Evenepoel      | BEL    | Soudal Quick-Step               | "                      |
| 05.   | Jake Stewart         | GBR    | Groupama-FDJ                    | "                      |
| 06.   | Hugo Page            | FRA    | Intermarché-Wanty               | "                      |
| 07.   | Bastien Tronchon     | FRA    | Decathlon AG2R La Mondiale Team | "                      |
| 08.   | Clément Venturini    | FRA    | Arkéa-B&B Hotels                | "                      |
| 09.   | Benjamin Thomas      | FRA    | Cofidis                         | "                      |
| 10.   | Paul Penhoët         | FRA    | Groupama-FDJ                    | "                      |

| Platz | Fahrer               | Nation | Team                            | Zeit       |
| ----- | -------------------- | ------ | ------------------------------- | ---------- |
| 01.   | Tadej Pogačar        | SLO    | UAE Team Emirates-XRG           | 4:40:02 h  |
| 02.   | Jonas Vingegaard     | DEN    | Team Visma-Lease a Bike         | + 0:04 min |
| 03.   | Mathieu van der Poel | NED    | Alpecin-Deceuninck              | + 0:06 min |
| 04.   | Nils Politt          | GER    | UAE Team Emirates-XRG           | + 0:09 min |
| 05.   | Remco Evenepoel      | BEL    | Soudal Quick-Step               | + 0:10 min |
| 06.   | Jake Stewart         | GBR    | Groupama-FDJ                    | "          |
| 07.   | Hugo Page            | FRA    | Intermarché-Wanty               | "          |
| 08.   | Bastien Tronchon     | FRA    | Decathlon AG2R La Mondiale Team | "          |
| 09.   | Clément Venturini    | FRA    | Arkéa-B&B Hotels                | "          |
| 10.   | Benjamin Thomas      | FRA    | Cofidis                         | "          |

### Etappe 2: Prémilhat – Issoire (204,6 km)
Die zweite Etappe startete in Prémilhat und führte ins südliche Issoire. Auf den ersten 80 Kilometern wurden mit der Côte de la Font Nanaud (739 m), Côte de Saint-Priest-des-Champs (667 m), Côte des Rivauds (675 m) und Côte de Saint-Jacques-d’Ambur (684 m) vier Bergwertungen abgenommen. Die ersten beiden wurden bei den Kilometermarken 33,4 und 50,5 als Anstiege der 4. Kategorie überquert, ehe die anschließenden Bergwertungen nach 61,1 und 71,8 Kilometern der 3. Kategorie zugeordnet wurden. In Olby wurde nach 102 Kilometern der einzige Zwischensprint ausgefahren. Nach einer längeren Abfahrt ging es über Champeix nach Coudes, wo mit der Überquerung des Allier die Auffahrt auf die Côte de Château de Buron (591 m) begann. Diese verlief auf der D136 und steigt für 3,3 Kilometern mit 6,9 % an. Sie galt als Bergwertung der 2. Kategorie und wurde nach 147,1 Kilometern überquert. Bei Kilometer 161,7 erfolgte die erste Zielpassage in Issoire, ehe ein finaler Rundkurs absolviert werden musste. Dieser war 42,9 Kilometer lang und führte zunächst ins südliche Saint-Germain-Lembron. Auf dem Rückweg erfolgte mit der Côte de Nonette (500 m) die letzte Bergwertung der 4. Kategorie, die 17,9 Kilometer vor dem Ziel passiert wurde.
| Platz | Fahrer                   | Nation | Team                            | Zeit                   |
| ----- | ------------------------ | ------ | ------------------------------- | ---------------------- |
| 01.   | Jonathan Milan           | ITA    | Lidl-Trek                       | 4:54:49 h (41,63 km/h) |
| 02.   | Fred Wright              | GBR    | Bahrain Victorious              | "                      |
| 03.   | Mathieu van der Poel     | NED    | Alpecin-Deceuninck              | "                      |
| 04.   | Stian Edvardsen-Fredheim | NOR    | Uno-X Mobility                  | "                      |
| 05.   | Emilien Jeannière        | FRA    | TotalEnergies                   | "                      |
| 06.   | Bastien Tronchon         | FRA    | Decathlon AG2R La Mondiale Team | "                      |
| 07.   | Jewgeni Fedorow          | KAZ    | XDS Astana Team                 | "                      |
| 08.   | Mathias Louvel           | FRA    | Israel-Premier Tech             | "                      |
| 09.   | Clément Venturini        | FRA    | Arkéa-B&B Hotels                | "                      |
| 10.   | Matteo Trentin           | ITA    | Tudor Pro Cycling Team          | "                      |

| Platz | Fahrer               | Nation | Team                            | Zeit       |
| ----- | -------------------- | ------ | ------------------------------- | ---------- |
| 01.   | Jonathan Milan       | ITA    | Lidl-Trek                       | 9:34:51 h  |
| 02.   | Tadej Pogačar        | SLO    | UAE Team Emirates-XRG           | "          |
| 03.   | Mathieu van der Poel | NED    | Alpecin-Deceuninck              | + 0:02 min |
| 04.   | Fred Wright          | GBR    | Bahrain Victorious              | + 0:04 min |
| 05.   | Jonas Vingegaard     | DEN    | Team Visma-Lease a Bike         | "          |
| 06.   | Hugo Page            | FRA    | Intermarché-Wanty               | + 0:08 min |
| 07.   | Anders Foldager      | DEN    | Team Jayco AlUla                | + 0:09 min |
| 08.   | Nils Politt          | GER    | UAE Team Emirates-XRG           | "          |
| 09.   | Bastien Tronchon     | FRA    | Decathlon AG2R La Mondiale Team | + 0:10 min |
| 10.   | Emilien Jeannière    | FRA    | TotalEnergies                   | "          |

### Etappe 3: Brioude – Charantonnay (202,8 km)
Die dritte Etappe führte von Brioude über das Zentralmassiv ins östliche Charantonnay. Unmittelbar nach dem Start begann die Straße zu steigen und führte auf die Côte de Cornille (722 m), ehe es nach einer kurzen Zwischenabfahrt auf die Côte de la Barbate (1028 m) ging. Die beiden Anstiege galten als Bergwertung der 3. bzw. 2. Kategorie und wurden bei den Kilometermarken 8,9 und 18 überquert. Auf einem anschließenden Plateau wurde nach 29,4 Kilometern in La Chaise-Dieu ein Zwischensprint ausgefahren. Nun ging es über Craponne-sur-Arzon und Retournac nach Yssingeaux, wo kurz zuvor mit der Côte de Malataverne (734 m) eine Bergwertung der 3. Kategorie abgenommen wurde. Diese wurde bei Kilometer 78,7 überquert. Im weiteren Streckenverlauf wurde Montfaucon-en-Velay durchfahren, ehe nach 124,2 Kilometern eine Bergwertung der 4. Kategorie auf dem Col du Tracol (1030 m) abgenommen wurde. Die nächsten 40 Kilometer verliefen großteils abschüssig, wobei Bourg-Argental, Maclas und Chavanay durchfahren wurden. Mit der Überquerung der Rhone begann die Straße auf der D37 wieder leicht anzusteigen, ehe die kurze, steile Rampe der Côte du Château Jaune (422 m) in Angriff genommen wurde. Diese Bergwertung, die im selben Jahr auch bei Paris–Nizza befahren worden war, wies auf einer Länge von 1,2 Kilometern eine durchschnittliche Steigung von 9,2 % auf. Auf der Kuppe wurde 19 Kilometer vor dem Ziel eine Bergwertung der 3. Kategorie abgenommen, ehe es auf welligem Terrain nach Charantonnay ging.
| Platz | Fahrer               | Nation | Team                    | Zeit                   |
| ----- | -------------------- | ------ | ----------------------- | ---------------------- |
| 01.   | Iván Romeo           | ESP    | Movistar Team           | 4:34:10 h (45,34 km/h) |
| 02.   | Harold Tejada        | COL    | XDS Astana Team         | + 0:14 min             |
| 03.   | Louis Bárre          | FRA    | Intermarché-Wanty       | "                      |
| 04.   | Florian Lipowitz     | GER    | Red Bull-Bora-hansgrohe | "                      |
| 05.   | Mathieu van der Poel | NED    | Alpecin-Deceuninck      | + 0:27 min             |
| 06.   | Axel Laurance        | FRA    | Ineos Grenadiers        | "                      |
| 07.   | Brieuc Rolland       | FRA    | Groupama-FDJ            | "                      |
| 08.   | Julien Bernard       | FRA    | Lidl-Trek               | "                      |
| 09.   | Andreas Leknessund   | NOR    | Uno-X Mobility          | "                      |
| 10.   | Eddie Dunbar         | IRL    | Team Jayco AlUla        | "                      |

| Platz | Fahrer               | Nation | Team                    | Zeit       |
| ----- | -------------------- | ------ | ----------------------- | ---------- |
| 01.   | Iván Romeo           | ESP    | Movistar Team           | 14:09:01 h |
| 02.   | Louis Bárre          | FRA    | Intermarché-Wanty       | + 0:17 min |
| 03.   | Harold Tejada        | COL    | XDS Astana Team         | + 0:18 min |
| 04.   | Florian Lipowitz     | GER    | Red Bull-Bora-hansgrohe | + 0:24 min |
| 05.   | Mathieu van der Poel | NED    | Alpecin-Deceuninck      | + 0:29 min |
| 06.   | Eddie Dunbar         | IRL    | Team Jayco AlUla        | + 0:37 min |
| 07.   | Brieuc Rolland       | FRA    | Groupama-FDJ            | "          |
| 08.   | Andreas Leknessund   | NOR    | Uno-X Mobility          | "          |
| 09.   | Tadej Pogačar        | SLO    | UAE Team Emirates-XRG   | + 1:06 min |
| 10.   | Fred Wright          | GBR    | Bahrain Victorious      | + 1:12 min |

### Etappe 4: Charmes-sur-Rhône – Saint-Péray (17,7 km)
Die vierte Etappe wurde im Rahmen eines Einzelzeitfahrens ausgetragen. Die Strecke führte dabei auf hügligem Terrain von Charmes-sur-Rhône nach Saint-Péray. Entlang der Rhone ging es auf den ersten fünf Kilometern über Soyons nach Les Croisières. Hier bogen die Fahrer rechts auf die bis zu 15 % steile Chemine de la Côté ab. Nach zwei anspruchsvollen Kilometern flachte die Straße zusehends ab, ehe es nach Toulaud ging, wo bei Kilometer 10,5 die einzige Zwischenzeit in Toulaud genommen wurde. Die nachfolgenden Kilometer führten auf der D279 leicht abschüssig nach Saint-Péray.
| Platz | Fahrer               | Nation | Team                            | Zeit                    |
| ----- | -------------------- | ------ | ------------------------------- | ----------------------- |
| 01.   | Remco Evenepoel      | BEL    | Soudal Quick-Step               | 00:20:50 h (50,11 km/h) |
| 02.   | Jonas Vingegaard     | DEN    | Team Visma-Lease a Bike         | + 0:21 min              |
| 03.   | Matteo Jorgenson     | USA    | Team Visma-Lease a Bike         | + 0:38 min              |
| 04.   | Tadej Pogačar        | SLO    | UAE Team Emirates-XRG           | + 0:49 min              |
| 05.   | Florian Lipowitz     | GER    | Red Bull-Bora-hansgrohe         | + 0:57 min              |
| 06.   | Mathieu van der Poel | NED    | Alpecin-Deceuninck              | + 1:02 min              |
| 07.   | Rémi Cavagna         | FRA    | Groupama-FDJ                    | + 1:07 min              |
| 08.   | Eddie Dunbar         | IRL    | Team Jayco AlUla                | + 1:10 min              |
| 09.   | Tobias Foss          | NOR    | Ineos Grenadiers                | "                       |
| 10.   | Paul Seixas          | FRA    | Decathlon AG2R La Mondiale Team | + 1:12 min              |

| Platz | Fahrer               | Nation | Team                    | Zeit       |
| ----- | -------------------- | ------ | ----------------------- | ---------- |
| 01.   | Remco Evenepoel      | BEL    | Soudal Quick-Step       | 14:31:08 h |
| 02.   | Florian Lipowitz     | GER    | Red Bull-Bora-hansgrohe | + 0:04 min |
| 03.   | Iván Romeo           | ESP    | Movistar Team           | + 0:09 min |
| 04.   | Mathieu van der Poel | NED    | Alpecin-Deceuninck      | + 0:14 min |
| 05.   | Jonas Vingegaard     | DEN    | Team Visma-Lease a Bike | + 0:16 min |
| 06.   | Eddie Dunbar         | IRL    | Team Jayco AlUla        | + 0:30 min |
| 07.   | Harold Tejada        | COL    | XDS Astana Team         | "          |
| 08.   | Tadej Pogačar        | SLO    | UAE Team Emirates-XRG   | + 0:38 min |
| 09.   | Matteo Jorgenson     | USA    | Team Visma-Lease a Bike | + 0:39 min |
| 10.   | Louis Bárre          | FRA    | Intermarché-Wanty       | + 1:03 min |

### Etappe 5: Saint-Priest – Mâcon (182,6 km)
Die fünfte Etappe startete in Saint-Priest und führte über die Hügel des Beaujolais nach Mâcon. Die ersten Kilometer führten im Osten von Lyon nach Montluel, ehe es auf flachen Straßen über Villars-les-Dombes und Châtillon-sur-Chalaronne nach Cormoranche-sur-Saône ging. Mit der Überquerung der Saône wurde das Terrain deutlich hügliger, wobei die erste Bergwertung der 4. Kategorie nach 91 Kilometern auf der Côte de Saint-Amour (268 m) abgenommen wurde. Im Anschluss folgten mit dem Col de Fontmartin (651 m) und Col de Boubon (645 m) zwei Ansteige der 3. bzw. 4. Kategorie, wobei die Bergwertungen bei den Kilometermarken 109,1 und 120,6 abgenommen wurden. Nach 142,7 Kilometern wurde auf dem Col du Bois Clair der einzige Zwischensprint ausgefahren, ehe es von Cluny auf die Côte des Quatre Vents (496 m) ging. Hier wurde 26,8 Kilometer vor dem Ziel die letzte Bergwertung des Tages ausgefahren. Der 5,3 Kilometer lange Anstieg wies dabei eine durchschnittliche Steigung von 4,6 % auf und galt als Bergwertung der 3. Kategorie. Im Finale führte die Straße meist abschüssig über Charbonnières nach Mâcon, wo sich der Zielstrich am Ufer der Saône befand.
| Platz | Fahrer               | Nation | Team                            | Zeit                   |
| ----- | -------------------- | ------ | ------------------------------- | ---------------------- |
| 01.   | Jake Stewart         | GBR    | Israel-Premier Tech             | 4:03:46 h (45,04 km/h) |
| 02.   | Axel Laurance        | FRA    | Ineos Grenadiers                | "                      |
| 03.   | Søren Wærenskjold    | NOR    | Uno-X Mobility                  | "                      |
| 04.   | Laurence Pithie      | NZL    | Red Bull-Bora-hansgrohe         | "                      |
| 05.   | Jonathan Milan       | ITA    | Lidl-Trek                       | "                      |
| 06.   | Paul Penhoët         | FRA    | Groupama-FDJ                    | "                      |
| 07.   | Emilien Jeannière    | FRA    | TotalEnergies                   | "                      |
| 08.   | Fred Wright          | GBR    | Bahrain Victorious              | "                      |
| 09.   | Mathieu van der Poel | NED    | Alpecin-Deceuninck              | "                      |
| 10.   | Bastien Tronchon     | FRA    | Decathlon AG2R La Mondiale Team | "                      |

| Platz | Fahrer               | Nation | Team                            | Zeit       |
| ----- | -------------------- | ------ | ------------------------------- | ---------- |
| 01.   | Remco Evenepoel      | BEL    | Soudal Quick-Step               | 18:34:54 h |
| 02.   | Florian Lipowitz     | GER    | Red Bull-Bora-hansgrohe         | + 0:04 min |
| 03.   | Iván Romeo           | ESP    | Movistar Team                   | + 0:09 min |
| 04.   | Mathieu van der Poel | NED    | Alpecin-Deceuninck              | + 0:14 min |
| 05.   | Jonas Vingegaard     | DEN    | Team Visma-Lease a Bike         | + 0:16 min |
| 06.   | Eddie Dunbar         | IRL    | Team Jayco AlUla                | + 0:30 min |
| 07.   | Tadej Pogačar        | SLO    | UAE Team Emirates-XRG           | + 0:38 min |
| 08.   | Matteo Jorgenson     | USA    | Team Visma-Lease a Bike         | + 0:39 min |
| 09.   | Louis Bárre          | FRA    | Intermarché-Wanty               | + 1:03 min |
| 10.   | Paul Seixas          | FRA    | Decathlon AG2R La Mondiale Team | + 1:13 min |

### Etappe 6: Valserhône – Combloux (139,1 km)
Die sechste Etappe startete in Valserhône und führte in die Alpen, wo die erste Bergankunft in Combloux auf einer Höhe von 1190 Metern stattfand. Auf den ersten Kilometern folgte die Strecke der Rhone stromaufwärts, ehe es in östlicher Richtung leicht bergauf nach Vulbens und Savigny ging. Kurz nach Allonzier-la-Caille wurde bei Kilometer 46,6 mit der Côte de Villy-le-Pelloux (701 m) eine Bergwertung der 4. Kategorie ausgefahren. Danach ging es weiter nach Thorens-Glières und bergauf auf den Col des Fleuries (920 m), wo bei Kilometer 70,7 eine Bergwertung der 3. Kategorie abgenommen wurde. Nun führte die Strecke bergab nach La Roche-sur-Foron und Bonneville, ehe die Straße auf dem Weg zu Côte de Mont-Saxonnex (945 m) wieder zu steigen begann. Im Anschluss ging es nach Scionzier und Cluses, bevor die Fahrer der Arve stromaufwärts in Richtung Südosten folgten. In der kleinen Ortschaft La Grangeat wurde auf der D1205 der einzige Zwischensprint bei Kilometer 119,1 ausgefahren, ehe die Straße flach über Sallanches nach Domancy führte. Die Schlussauffahrt erfolgte im unteren Teil über die Côte de Domancy, die für 2,4 Kilometer mit 8,6 % anstieg. Auf einer Höhe von 778 Metern wurde hier 6,4 Kilometer vor dem Ziel eine Bergwertung der 2. Kategorie abgenommen. Im Anschluss flachte die Straße auf der D1212 etwas ab, ehe es bei Combloux in die Côte de la Cry ging, die den zweiten Abschnitt des Schlussanstiegs darstellte. Die letzten 2,7 Kilometer wurden dabei auf der D311 absolviert die im Schnitt mit 8,2 % anstieg. Im Ziel wurde ebenfalls eine Bergwertung der 2. Kategorie abgenommen.
| Platz | Fahrer                     | Nation | Team                            | Zeit                   |
| ----- | -------------------------- | ------ | ------------------------------- | ---------------------- |
| 01.   | Tadej Pogačar              | SLO    | UAE Team Emirates-XRG           | 4:03:46 h (45,04 km/h) |
| 02.   | Jonas Vingegaard           | DEN    | Team Visma-Lease a Bike         | + 1:01 min             |
| 03.   | Florian Lipowitz           | GER    | Red Bull-Bora-hansgrohe         | + 1:22 min             |
| 04.   | Matteo Jorgenson           | USA    | Team Visma-Lease a Bike         | + 1:30 min             |
| 05.   | Remco Evenepoel            | BEL    | Soudal Quick-Step               | + 1:50 min             |
| 06.   | Alex Baudin                | FRA    | EF Education-EasyPost           | + 1:56 min             |
| 07.   | Tobias Halland Johannessen | NOR    | Uno-X Mobility                  | + 2:03 min             |
| 08.   | Louis Bárre                | FRA    | Intermarché-Wanty               | + 2:03 min             |
| 09.   | Ben Tulett                 | GBR    | Team Visma-Lease a Bike         | "                      |
| 10.   | Paul Seixas                | FRA    | Decathlon AG2R La Mondiale Team | "                      |

| Platz | Fahrer                     | Nation | Team                            | Zeit       |
| ----- | -------------------------- | ------ | ------------------------------- | ---------- |
| 01.   | Tadej Pogačar              | SLO    | UAE Team Emirates-XRG           | 21:35:08 h |
| 02.   | Jonas Vingegaard           | DEN    | Team Visma-Lease a Bike         | + 0:43 min |
| 03.   | Florian Lipowitz           | GER    | Red Bull-Bora-hansgrohe         | + 0:54 min |
| 04.   | Remco Evenepoel            | BEL    | Soudal Quick-Step               | + 1:22 min |
| 05.   | Matteo Jorgenson           | USA    | Team Visma-Lease a Bike         | + 1:41 min |
| 06.   | Eddie Dunbar               | IRL    | Team Jayco AlUla                | + 2:28 min |
| 07.   | Louis Bárre                | FRA    | Intermarché-Wanty               | + 2:39 min |
| 08.   | Paul Seixas                | FRA    | Decathlon AG2R La Mondiale Team | + 2:49 min |
| 09.   | Tobias Halland Johannessen | NOR    | Uno-X Mobility                  | + 3:21 min |
| 10.   | Ben Tulett                 | GBR    | Team Visma-Lease a Bike         | + 3:26 min |

### Etappe 7: Grand-Aigueblanche – Valmeinier 1800 (132,1 km)
Die siebte Etappe startete in Grand-Aigueblanche und endete mit einer Bergankunft in Valmeinier auf einer Höhe von 1840 Metern. Unmittelbar nach dem Start führte die Strecke auf den Col de la Madeleine (2000 m), der auf einer Länge von 24,6 Kilometern eine durchschnittliche Steigung von 6,2 % aufwies. Auf der Passhöhe wurde nach 25,8 Kilometern eine Bergwertung der Hors Catégorie (HC) abgenommen, ehe es bergab nach La Chambre ging. Mit der Überquerung des Arc begann die Auffahrt auf den Col de la Croix de Fer (2067 m), die über den Col du Glandon erfolgte. Die durchschnittliche Steigung des 22,4 Kilometer langen Anstiegs lag dabei bei 6,9 %. Auf der Kuppe des Passes wurde nach 70,8 Kilometern erneut eine Bergwertung der hors catégorie (HC) abgenommen. Die anschließende Abfahrt erfolgte über die D926, die die Fahrer nach Saint-Jean-de-Maurienne leitete. Von hier ging es nun der Arc entlang stromaufwärts nach Saint-Michel-de-Maurienne, wo bei Kilometer 115,2 der einzige Zwischensprint des Tages erfolgte. Zugleich bildete die Ortschaft den Beginn des Schlussanstiegs, der auf einer Länge von 16,5 Kilometer im Schnitt mit 6,7 % anstieg. Die Auffahrt erfolgte dabei primär auf der D902, die auf den Col du Télégraphe führte. Rund drei Kilometer vor der Passhöhe bogen die Fahrer jedoch auf die D215A ab, auf der sie die letzten sieben Kilometer absolvierten. Der Anstieg nach Valmeinier 1800 galt ebenfalls als Bergwertung der hors catégorie (HC).
| Platz | Fahrer                     | Nation | Team                    | Zeit                   |
| ----- | -------------------------- | ------ | ----------------------- | ---------------------- |
| 01.   | Tadej Pogačar              | SLO    | UAE Team Emirates-XRG   | 4:10:00 h (31,58 km/h) |
| 02.   | Jonas Vingegaard           | DEN    | Team Visma-Lease a Bike | + 0:14 min             |
| 03.   | Florian Lipowitz           | GER    | Red Bull-Bora-hansgrohe | + 1:21 min             |
| 04.   | Tobias Halland Johannessen | NOR    | Uno-X Mobility          | + 2:26 min             |
| 05.   | Remco Evenepoel            | BEL    | Soudal Quick-Step       | + 2:39 min             |
| 06.   | Ben Tulett                 | GBR    | Team Visma-Lease a Bike | + 3:48 min             |
| 07.   | Enric Mas                  | ESP    | Movistar Team           | "                      |
| 08.   | Emanuel Buchmann           | GER    | Cofidis                 | + 3:51 min             |
| 09.   | Carlos Rodríguez           | ESP    | Ineos Grenadiers        | "                      |
| 10.   | Guillaume Martin           | FRA    | Groupama-FDJ            | "                      |

| Platz | Fahrer                     | Nation | Team                            | Zeit       |
| ----- | -------------------------- | ------ | ------------------------------- | ---------- |
| 01.   | Tadej Pogačar              | SLO    | UAE Team Emirates-XRG           | 25:44:58 h |
| 02.   | Jonas Vingegaard           | DEN    | Team Visma-Lease a Bike         | + 1:01 min |
| 03.   | Florian Lipowitz           | GER    | Red Bull-Bora-hansgrohe         | + 2:21 min |
| 04.   | Remco Evenepoel            | BEL    | Soudal Quick-Step               | + 4:11 min |
| 05.   | Tobias Halland Johannessen | NOR    | Uno-X Mobility                  | + 5:55 min |
| 06.   | Paul Seixas                | FRA    | Decathlon AG2R La Mondiale Team | + 6:50 min |
| 07.   | Matteo Jorgenson           | USA    | Team Visma-Lease a Bike         | + 7:18 min |
| 08.   | Ben Tulett                 | GBR    | Team Visma-Lease a Bike         | + 7:24 min |
| 09.   | Carlos Rodríguez           | ESP    | Ineos Grenadiers                | + 7:41 min |
| 10.   | Enric Mas                  | ESP    | Movistar Team                   | + 7:43 min |

### Etappe 8: Val-d'Arc – Plateau du Mont-Cenis (133,8 km)
Die achte und letzte Etappe startete in Val-d’Arc und endete auf dem Plateau du Mont-Cenis. Der Zielstrich befand sich dabei auf einer Höhe von 2097 Metern. Nach dem Start führte die Strecke zunächst entlang des Arc aus dem Maurienne-Tal, ehe auf der Côte d’Aiton (420 m) nach 4,7 Kilometern die erste Bergwertung der 3. Kategorie abgenommen wurde. Im Anschluss ging es zurück nach Val-d’Arc und stromaufwärts entlang des Arc in Richtung Südosten. Bei Kilometer 15,3 wurde mit der Côte de Saint-Georges-d’Hurtières (612 m) eine Bergwertung der 2. Kategorie abgenommen. Weiter ging es im leicht ansteigenden Tal durch Saint-Jean-de-Maurienne, ehe die Auffahrt auf den Col de Beaune (1210 m) erfolgte. Dieser stieg als Bergwertung der 1. Kategorie für 6,6 Kilometer mit 6,8 % im Schnitt an und wurde bei Kilometer 67,2 überquert. Die nachfolgende Abfahrt führte die Fahrer nach Saint-Michel-de-Maurienne, wo nach 75,8 Kilometern der einzige Zwischensprint des Tages ausgefahren wurde. Auf dem weiteren Weg nach Modane nahmen die Steigungsprozente nun etwas zu und es wurde kurz vor der Gemeinde mit der Côte de Saint-André (1174 m) eine Bergwertung der 3. Kategorie bei Kilometer 88,4 überquert. Kurz darauf folgte die Côte d’Aussois (1473 m), die als Bergwertung der 2. Kategorie nach 101,6 Kilometern erreicht wurde. Nun folgte ein längeres Flachstück, ehe die Straße in Lanslebourg erneut zu steigen begann und auf den Col du Mont Cenis (2083 m) führte, der mit einer Länge von 9,6 Kilometern den Schlussanstieg darstellte. Die Straße führte dabei im Schnitt mit 6,9 % auf die Passhöhe, wo 5,1 Kilometer vor dem Ziel eine Bergwertung der 1. Kategorie abgenommen wurde. Im Finale fiel die Straße zunächst leicht ab, ehe es bei geringen Steigungsprozenten entlang des Lac du Mont Cenis zum Zielstrich ging, der sich beim Hôtel Restaurant Les Roches Blanches befand.
| Platz | Fahrer                     | Nation | Team                    | Zeit                   |
| ----- | -------------------------- | ------ | ----------------------- | ---------------------- |
| 01.   | Lenny Martinez             | FRA    | Bahrain Victorious      | 3:34:18 h (37,32 km/h) |
| 02.   | Jonas Vingegaard           | DEN    | Team Visma-Lease a Bike | + 0:34 min             |
| 03.   | Tadej Pogačar              | SLO    | UAE Team Emirates-XRG   | "                      |
| 04.   | Matteo Jorgenson           | USA    | Team Visma-Lease a Bike | + 0:40 min             |
| 05.   | Remco Evenepoel            | BEL    | Soudal Quick-Step       | "                      |
| 06.   | Enric Mas                  | ESP    | Movistar Team           | + 0:45 min             |
| 07.   | Florian Lipowitz           | GER    | Red Bull-Bora-hansgrohe | + 0:47 min             |
| 08.   | Tobias Halland Johannessen | NOR    | Uno-X Mobility          | "                      |
| 09.   | Ben Healy                  | IRL    | EF Education-EasyPost   | + 1:01 min             |
| 10.   | Sepp Kuss                  | USA    | Team Visma-Lease a Bike | "                      |

| Platz | Fahrer                     | Nation | Team                            | Zeit        |
| ----- | -------------------------- | ------ | ------------------------------- | ----------- |
| 01.   | Tadej Pogačar              | SLO    | UAE Team Emirates-XRG           | 29:19:46 h  |
| 02.   | Jonas Vingegaard           | DEN    | Team Visma-Lease a Bike         | + 0:59 min  |
| 03.   | Florian Lipowitz           | GER    | Red Bull-Bora-hansgrohe         | + 2:38 min  |
| 04.   | Remco Evenepoel            | BEL    | Soudal Quick-Step               | + 4:21 min  |
| 05.   | Tobias Halland Johannessen | NOR    | Uno-X Mobility                  | + 6:12 min  |
| 06.   | Matteo Jorgenson           | USA    | Team Visma-Lease a Bike         | + 7:28 min  |
| 07.   | Enric Mas                  | ESP    | Movistar Team                   | + 7:57 min  |
| 08.   | Paul Seixas                | FRA    | Decathlon AG2R La Mondiale Team | + 8:25 min  |
| 09.   | Carlos Rodríguez           | ESP    | Ineos Grenadiers                | + 8:57 min  |
| 10.   | Guillaume Martin           | FRA    | Groupama-FDJ                    | + 10:01 min |

## Vergabe der UCI-Punkte
Das Critérium du Dauphiné ist Teil der UCI WorldTour 2025. Während des Rennens wurden UCI-Punkte vergeben, die sich auf die Platzierung der Fahrer und Mannschaften im UCI Ranking auswirkten. Die Punktevergabe erfolgte nach folgendem Schlüssel:
| Platzierung    | 1.  | 2.  | 3.  | 4.  | 5.  | 6.  | 7.  | 8.  | 9.  | 10. | Anmerkung                               |
| -------------- | --- | --- | --- | --- | --- | --- | --- | --- | --- | --- | --------------------------------------- |
| Gesamtwertung  | 500 | 400 | 325 | 275 | 225 | 175 | 150 | 125 | 100 | 85  | gestaffelt bis zum 60. Platz (3 Punkte) |
| Punktewertung  | 10  | —   | —   | —   | —   | —   | —   | —   | —   | —   |                                         |
| Bergwertung    | 10  | —   | —   | —   | —   | —   | —   | —   | —   | —   |                                         |
| Etappenwertung | 60  | 40  | 30  | 25  | 20  | 15  | 10  | 8   | 5   | 2   |                                         |
| Führung        | 10  | —   | —   | —   | —   | —   | —   | —   | —   | —   | Gesamtführender nach jeder Etappe       |

## Wertungen im Verlauf
| Etappe         | Etappensieger   | Gesamtwertung   | Sprintwertung        | Bergwertung    | Nachwuchswertung | Teamwertung             | aktivster Fahrer     |
| -------------- | --------------- | --------------- | -------------------- | -------------- | ---------------- | ----------------------- | -------------------- |
| 1              | Tadej Pogačar   | Tadej Pogačar   | Tadej Pogačar        | Paul Ourselin  | Remco Evenepoel  | Team Visma-Lease a Bike | Pierre Thierry       |
| 2              | Jonathan Milan  | Jonathan Milan  | Mathieu van der Poel | Paul Ourselin  | Jonathan Milan   | Team Visma-Lease a Bike | Paul Ourselin        |
| 3              | Iván Romeo      | Iván Romeo      | Mathieu van der Poel | Paul Ourselin  | Iván Romeo       | Movistar Team           | Mathieu van der Poel |
| 4              | Remco Evenepoel | Remco Evenepoel | Mathieu van der Poel | Paul Ourselin  | Remco Evenepoel  | Team Visma-Lease a Bike | nicht vergeben       |
| 5              | Jake Stewart    | Remco Evenepoel | Mathieu van der Poel | Paul Ourselin  | Remco Evenepoel  | Team Visma-Lease a Bike | Benjamin Thomas      |
| 6              | Tadej Pogačar   | Tadej Pogačar   | Mathieu van der Poel | Alex Baudin    | Florian Lipowitz | Team Visma-Lease a Bike | Alex Baudin          |
| 7              | Tadej Pogačar   | Tadej Pogačar   | Tadej Pogačar        | Tadej Pogačar  | Florian Lipowitz | Team Visma-Lease a Bike | Romain Bardet        |
| 8              | Lenny Martinez  | Tadej Pogačar   | Tadej Pogačar        | Bruno Armirail | Florian Lipowitz | Team Visma-Lease a Bike | Mathieu van der Poel |
| Wertungssieger | Wertungssieger  | Tadej Pogačar   | Tadej Pogačar        | Bruno Armirail | Florian Lipowitz | Team Visma-Lease a Bike | nicht vergeben       |